# Tatjana Hüfner
Tatjana Hüfner (* 30. April 1983 in Neuruppin) ist eine ehemalige deutsche Rennrodlerin und Olympiasiegerin im Einsitzer. Sie war die erste Frau, der es gelang, fünf Gesamtweltcupsiege in Folge zu erringen. Im Weltcup errang sie mit 38 Erfolgen in Einzelrennen nach Natalie Geisenberger die meisten Siege. Mit fünf Einzel-Weltmeistertiteln ist sie die erfolgreichste Rennrodlerin bei Weltmeisterschaften.

## Werdegang

### Anfänge
Hüfner zog 1988 mit ihren Eltern und Bruder von Fehrbellin in den Harz. Ihr Bruder nahm sie oft zum Training nach Blankenburg mit. 1992 startete sie für den RC Blankenburg und wurde vom Trainer Helmut Zimmermann und Hans-Werner Stollberg betreut. Im Jahr 1997 ging sie nach Oberwiesenthal an die Sportschule und wurde in den Verein WSC Erzgebirge aufgenommen. Hüfner war bis 1997 viermal Jugend-Harzmeisterin und Landesmeisterin von Sachsen-Anhalt und sie fuhr bei den deutschen Jugendmeisterschaften auf den 13. Platz. Im Juniorenbereich machte sie gut Fortschritte. Bei den nationalen Meisterschaften 2000 wurde sie Fünfte. Bei den Juniorenweltmeisterschaften 2000 in Altenberg erreichte sie den achten Platz und gewann mit der deutschen Mannschaft die Goldmedaille.
In der Saison 2000/01 belegte sie im Juniorenweltcup den dritten Platz. Beim nationalen Juniorentitelkampf kam sie auf den dritten Platz und wurde in Lillehammer bei den Juniorenweltmeisterschaften nur zwölfte. Eine Saison später gewann sie bei den Juniorenweltmeisterschaften in Innsbruck-Igls die Bronzemedaille und mit der deutschen Mannschaft die Goldmedaille. 2002 wurde sie nach dem Abitur in die Bundeswehr-Sportfördergruppe Frankenberg aufgenommen. In der Saison 2002/03 bestritt sie zum letzten Mal den Juniorenweltcup und kam in der Juniorenweltcupgesamtwertung wie in der Saison 2000/01 auf den dritten Platz und stand bei den Juniorenweltmeisterschaften 2003 am Königssee auf den zweiten Platz. Die deutschen Meisterschaften 2003 in Winterberg beendete sie auf den achten Platz.

### 2004 bis 2008
Nach erfolgreichen Jahren im Juniorenbereich schaffte sie zur Saison 2003/04 den Sprung in die Damennationalmannschaft. Bei der Weltcupstation in Innsbruck-Igls wurde sie sensationell Zweite und im Gesamtweltcup kam sie auf den 19. Platz. Bei den zweiten deutschen Meisterschaften 2004 in Oberhof gewann sie die Silbermedaille. Bei den Weltmeisterschaften 2004 in Nagano wurde sie Achte und bei den Europameisterschaften 2004 in Oberhof holte sie sich die Silbermedaille. In der Saison 2004/05 startete sie nur beim Weltcup in Oberhof, wurde Vierte und schaffte im Gesamtweltcup den 35. Platz. Bei ihren dritten deutschen Meisterschaften 2005 am Königssee wurde sie Vierte. Eine Saison später gewann sie in Altenberg ihr erstes Rennen und durch vordere Platzierungen in den Weltcuprennen konnte sich frühzeitig für die Olympischen Winterspiele 2006 in Turin qualifizieren. In der Gesamtwertung kam sie auf einen guten dritten Platz. Bei ihren vierten deutschen Meisterschaften 2006 in Oberhof wurde sie nur Siebente. Im Challenge Cup 2005/06 wurde sie bei nur zwei Starts Zehnte. Bei den Olympischen Winterspielen 2006 kam sie als Dritte ins Ziel. Bei den Europameisterschaften 2006 in Winterberg wurde sie wie zwei Jahre zuvor Zweite. Seit der letzten Saison im Weltcup kann Hüfner mit den besten Rodlerinnen um Siege mit fahren. Die Saison 2006/07 war für sie noch erfolgreicher, denn sie gewann zwei Weltcups. Einmal in Calgary und einmal in Winterberg und belegte in der Gesamtwertung den zweiten Platz. Im Challenge Cup 2006/07 wurde sie bei nur drei Starts Vierte. Bei ihren fünften deutschen Meisterschaften 2007 in Altenberg wurde sie Zweite. Bei den Weltmeisterschaften 2007 in Igls gewann sie zum ersten Mal eine Weltmeisterschaft. In der Saison 2007/08 krönte sie sich zum ersten Mal zur Gesamtweltcupsiegerin mit sieben Saisonsiegen. Im Challenge Cup 2007/08 wurde sie bei einem Sieg am Ende Dritte. Bei ihren sechsten deutschen Meisterschaften 2008 in Oberhof wurde sie Dritte vor Silke Kraushaar-Pielach. Bei ihren zweiten Weltmeisterschaften 2008 in Oberhof gewann sie erneut die Goldmedaille und mit dem deutschen Team. Bei den Europameisterschaften 2008 in Cesana verpasste sie ganz knapp den Bronzeplatz und wurde Vierte.

### 2009 bis 2012

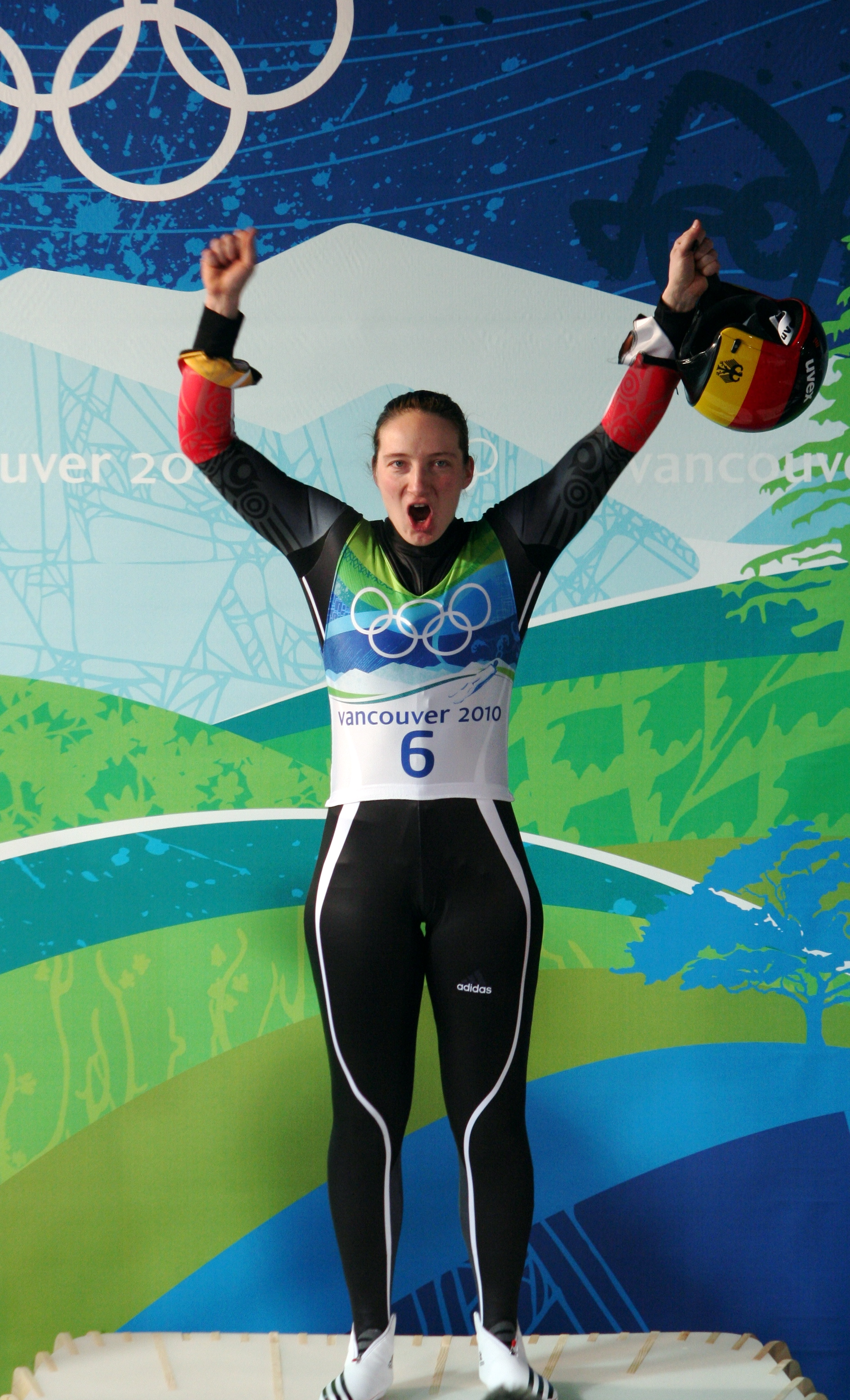
Tatjana Hüfner nach dem Gewinn der Goldmedaille bei den Olympischen Spielen 2010 in Vancouver

In der Saison 2008/09 gewann sie sechs Weltcuprennen und holte zum zweiten Mal in Folge den Weltcupgesamtsieg. Mit drei Siegen im Challenge Cup 2008/09 krönte sie sich zur Challenge-Cup-Siegerin. Bei den deutschen Meisterschaften 2009 am Königssee holte sie die Goldmedaille. Bei den Weltmeisterschaften 2009 in Lake Placid wurde sie nur Sechste. Mit fünf Siegen in der Weltcup-Saison 2009/10 konnte sie damit auch zum dritten Mal in Folge den Gesamtweltcup gewinnen. Auch wieder mit drei Siegen im Challenge Cup 2009/10 gewann sie zum zweiten Mal in Folge den Challenge Cup. Bei den deutschen Meisterschaften 2010 in Winterberg wurde sie Dritte. Am 16. Februar 2010 wurde Hüfner bei den Olympischen Spielen in Vancouver im Einsitzer Olympiasiegerin. 2010 wurde Hüfner als Mitglied des Rodelclubs Blankenburg von den Sportjournalisten Sachsen-Anhalts für das Bundesland zur Sportlerin des Jahres gewählt. In der Saison 2010/11 gewann sie sieben Weltcuprennen und konnte zum vierten Mal in Folge die Gesamtwertung erringen. Bei den deutschen Meisterschaften 2011 in Oberhof wurde sie Zweite vor Natalie Geisenberger. Die Weltmeisterschaften 2011 in Cesana verliefen für sie sehr erfolgreich, denn sie gewann den ersten und zweiten Lauf und wurde Weltmeisterin. Ab 2011 startet Hüfner für den Verein BRC 05 Friedrichroda. Auch in der Saison 2011/12 gewann sie drei Mal ein Rennen und mehrere zweite Plätze und zum fünften Mal hintereinander den Gesamtweltcup. Bei den deutschen Meisterschaften 2012 in Altenberg wurde sie deutsche Meisterin und holte mit dem Team Thüringen die Silbermedaille. Bei den Weltmeisterschaften 2012 in Altenberg konnte sie ihren Weltmeistertitel verteidigen. Bei den Europameisterschaften 2012 in Paramonowo gewann sie die Silbermedaille hinter der Russin Tatjana Iwanowa. Mit dem deutschen Team reichte es ebenfalls zum Gewinn des zweiten Platzes.

### 2013 bis 2019
Zu Beginn der Saison 2012/13 war Hüfner von einer Rückenverletzung gehandicapt, sodass sie nicht ganz an ihre gewohnten Spitzenleistungen anknüpfen konnte und zeitweise im Weltcup pausieren musste. Zudem wurde im Sommer ihr Trainer André Florschütz vom Deutschen Rodel Verband entlassen.
Bei den Europameisterschaften 2013 in Oberhof belegte sie den zweiten Platz. Am 11. Februar 2014 gewann Hüfner bei den Olympischen Spielen in Sotschi im Einsitzer Silber jeweils hinter Natalie Geisenberger. Wie diese wurde sie dafür am 8. Mai 2014 von Bundespräsident Joachim Gauck mit dem Silbernen Lorbeerblatt ausgezeichnet. Nach der Saison 2018/19 beendete Tatjana Hüfner ihre Rennrodel-Karriere.

## Privates
Neben dem Rodelsport studierte Tatjana Hüfner im Fernstudium Praktische Psychologie an der Hamburger Akademie für Fernstudien (HAF) zwischen 2003 und 2006 und absolvierte danach einen Fernlehrgang zum psychologischen Berater. Im Verein RC Blankenburg machte sie zudem als Übungsleiterin die C-Lizenz.

## Erfolge
- Olympische Spiele:
  - 2006:  im Einsitzer
  - 2010:  im Einsitzer
  - 2014:  im Einsitzer
  - 2018: 4. Platz Einsitzer

- Weltmeisterschaften:
  - 2004: 8. Platz Einsitzer
  - 2007:  im Einsitzer
  - 2008:   im Einsitzer und in der Team-Staffel
  - 2009: 6. Platz Einsitzer
  - 2011:  im Einsitzer
  - 2012:   im Einsitzer und in der Team-Staffel
  - 2013:  im Einsitzer
  - 2015:  im Einsitzer
  - 2016: 4. Platz Einsitzer, 5. Platz im Sprint
  - 2017:   im Einsitzer und in der Team-Staffel  im Sprint
  - 2019: 5. Platz im Sprint, 10. Platz Einsitzer

- Gesamtweltcup:

| Saison  | Platz | Punkte |
| ------- | ----- | ------ |
| 2003/04 | 019.  | 159    |
| 2004/05 | 035.  | 60     |
| 2005/06 | 03.   | 496    |
| 2006/07 | 02.   | 685    |
| 2007/08 | 01.   | 736    |
| 2008/09 | 01.   | 855    |
| 2009/10 | 01.   | 755    |
| 2010/11 | 01.   | 845    |
| 2011/12 | 01.   | 761    |
| 2012/13 | 03.   | 561    |
| 2013/14 | 03.   | 551    |
| 2014/15 | 03.   | 727    |
| 2015/16 | 03.   | 769    |
| 2016/17 | 02.   | 865    |
| 2017/18 | 05.   | 726    |
| 2018/19 | 06.   | 572    |

- Weltcupsiege:

| Nr. | Datum         | Ort            | Bahn                                              |
| --- | ------------- | -------------- | ------------------------------------------------- |
| 1.  | 27. Nov. 2005 | Altenberg      | Rennschlitten- und Bobbahn Altenberg              |
| 2.  | 9. Dez. 2006  | Calgary        | Bob- und Rennschlittenbahn im Canada Olympic Park |
| 3.  | 11. Feb. 2007 | Winterberg     | Bobbahn Winterberg                                |
| 4.  | 25. Nov. 2007 | Calgary        | Calgary’s WinSport Bobsleigh/Luge Track           |
| 5.  | 9. Dez. 2007  | Winterberg     | Bobbahn Winterberg                                |
| 6.  | 16. Dez. 2007 | Innsbruck-Igls | Olympia Eiskanal Igls                             |
| 7.  | 6. Jan. 2008  | Königssee      | Kombinierte Kunsteisbahn am Königssee             |
| 8.  | 3. Jan. 2008  | Altenberg      | Rennschlitten- und Bobbahn Altenberg              |
| 9.  | 15. Feb. 2008 | Sigulda        | Rennrodel- und Bobbahn Sigulda                    |
| 10. | 17. Feb. 2008 | Sigulda        | Rennrodel- und Bobbahn Sigulda                    |
| 11. | 30. Nov. 2008 | Innsbruck-Igls | Kunsteisbahn Bob-Rodel Igls                       |
| 12. | 7. Dez. 2008  | Sigulda        | Rennrodel- und Bobbahn Sigulda                    |
| 13. | 4. Jan. 2009  | Königssee      | Kunsteisbahn Königssee                            |
| 14. | 11. Jan. 2009 | Cesana         | Cesana Pariol                                     |
| 15. | 18. Jan. 2009 | Oberhof        | Rennrodelbahn Oberhof                             |
| 16. | 15. Feb. 2009 | Calgary        | Calgary’s WinSport Bobsleigh/Luge Track           |
| 17. | 21. Nov. 2009 | Calgary        | Calgary’s WinSport Bobsleigh/Luge Track           |
| 18. | 6. Dez. 2009  | Altenberg      | Rennschlitten- und Bobbahn Altenberg              |
| 19. | 13. Dez. 2009 | Lillehammer    | Bob- und Rennschlittenbahn Hunderfossen           |
| 20. | 2. Jan. 2010  | Königssee      | Kunsteisbahn Königssee                            |
| 21. | 16. Jan. 2010 | Oberhof        | Rennrodelbahn Oberhof                             |
| 22. | 27. Nov. 2010 | Innsbruck-Igls | Kunsteisbahn Bob-Rodel Igls                       |
| 23. | 5. Dez. 2010  | Winterberg     | Bobbahn Winterberg                                |
| 24. | 10. Dez. 2010 | Calgary        | Calgary’s WinSport Bobsleigh/Luge Track           |
| 25. | 17. Dez. 2010 | Park City      | Bobbahn Park City                                 |
| 26. | 16. Jan. 2011 | Oberhof        | Rennrodelbahn Oberhof                             |
| 27. | 22. Jan. 2011 | Altenberg      | Rennschlitten- und Bobbahn Altenberg              |
| 28. | 20. Feb. 2011 | Sigulda        | Rennrodel- und Bobbahn Sigulda                    |
| 29. | 26. Nov. 2011 | Innsbruck-Igls | Kunsteisbahn Bob-Rodel Igls                       |
| 30. | 5. Jan. 2012  | Königssee      | Kunsteisbahn Königssee                            |
| 31. | 28. Jan. 2012 | St. Moritz     | Olympia Bob Run St. Moritz–Celerina               |
| 32. | 23. Feb. 2013 | Sotschi        | Sliding Center Sanki                              |
| 33. | 11. Jan. 2014 | Oberhof        | Rennrodelbahn Oberhof                             |
| 34. | 16. Jan. 2016 | Oberhof        | Rennrodelbahn Oberhof                             |
| 35. | 14. Feb. 2016 | Altenberg      | DKB-Eiskanal                                      |
| 36. | 20. Feb. 2016 | Winterberg     | Bobbahn Winterberg                                |
| 37. | 3. Dez. 2016  | Lake Placid    | Olympia-Bobbahn Lake Placid                       |
| 38. | 9. Dez. 2017  | Calgary        | Calgary’s WinSport Bobsleigh/Luge Track           |

| Nr. | Datum         | Ort            | Bahn                                    |
| --- | ------------- | -------------- | --------------------------------------- |
| 1.  | 17. Feb. 2008 | Sigulda        | Rennrodel- und Bobbahn Sigulda          |
| 2.  | 14. Dez. 2008 | Winterberg     | Bobbahn Winterberg                      |
| 3.  | 4. Jan. 2009  | Königssee      | Kunsteisbahn Königssee                  |
| 4.  | 6. Dez. 2009  | Altenberg      | Rennschlitten- und Bobbahn Altenberg    |
| 5.  | 3. Jan. 2010  | Königssee      | Kunsteisbahn Königssee                  |
| 6.  | 10. Jan. 2010 | Winterberg     | Bobbahn Winterberg                      |
| 7.  | 17. Jan. 2010 | Oberhof        | Rennrodelbahn Oberhof                   |
| 8.  | 28. Nov. 2010 | Innsbruck-Igls | Kunsteisbahn Bob-Rodel Igls             |
| 9.  | 16. Jan. 2011 | Oberhof        | Rennrodelbahn Oberhof                   |
| 10. | 23. Jan. 2011 | Altenberg      | Rennschlitten- und Bobbahn Altenberg    |
| 11. | 24. Feb. 2013 | Sotschi        | Sliding Center Sanki                    |
| 12. | 10. Jan. 2016 | Sigulda        | Rennrodel- und Bobbahn Sigulda          |
| 13. | 16. Feb. 2016 | Altenberg      | DKB-Eiskanal                            |
| 14. | 9. Dez. 2017  | Calgary        | Calgary’s WinSport Bobsleigh/Luge Track |